# Potebniamyces pyri
Potebniamyces pyri är en svampart som först beskrevs av Berk. & Broome, och fick sitt nu gällande namn av Dennis 1978. Potebniamyces pyri ingår i släktet Potebniamyces och familjen Bulgariaceae.   Inga underarter finns listade i Catalogue of Life.